# Cirilo da Bulgária
Príncipe Cirilo de Saxe-Coburgo-Gota, também conhecido como Príncipe Kiril da Bulgária, Príncipe de Preslav (em búlgaro: Кирил, принц Преславски; em alemão: Kyrill Heinrich Franz Ludwig Anton Karl Philipp Prinz von Bulgarien; 17 de novembro de 1895 – 1 de fevereiro de 1945), foi uma figura proeminente na realeza búlgara. Ele nasceu em Sófia como o segundo filho do rei Ferdinand I da Bulgária e da princesa Maria Luísa de Bourbon-Parma. Cirilo era irmão mais novo do czar Boris III da Bulgária e das princesas Eudócia e Nadezhda.
Durante a Primeira Guerra Mundial, Cirilo foi cogitado como um possível candidato ao trono da Polônia, refletindo as complexas negociações dinásticas da época. Embora nunca tenha sido coroado como rei da Polônia, sua candidatura ilustra as intrincadas relações políticas e dinásticas da Europa naquele período.
Cirilo foi Príncipe Herdeiro do trono búlgaro de 3 de outubro de 1918 a 16 de junho de 1937 e, posteriormente, serviu como Príncipe Regente do Reino da Bulgária de 1943 a 1944. Seu título oficial incluía Príncipe de Preslave, Príncipe da Bulgária, Príncipe de Saxe-Coburgo e Gota e Duque da Saxônia.

### Morte
Durante a Segunda Guerra Mundial, Cirilo da Bulgária exerceu a função de Príncipe Regente da Bulgária de 1943 a 1944, um período de significativa turbulência política. Durante seu tempo no cargo, a Bulgária estava mergulhada em conflitos complexos e mudanças geopolíticas, refletindo o caos global da guerra e as intrincadas alianças entre as Potências do Eixo e os Aliados.
Com o fim da guerra e a ascensão do regime comunista no final de 1944, Cirilo tornou-se um alvo das novas autoridades. Em 1945, o governo comunista estabeleceu um Tribunal Popular para processar e condenar membros da antiga monarquia e seus associados. O tribunal foi criado para lidar com aqueles que eram vistos como responsáveis pelo passado regime, marcando uma ruptura drástica com a era anterior.
Cirilo foi julgado e condenado à morte pelo Tribunal Popular, sendo executado na noite de 1 de fevereiro de 1945. Sua execução representou o fim trágico de uma figura proeminente da realeza búlgara e simbolizou a ruptura definitiva com a monarquia. Esse evento também marcou o início da era comunista na Bulgária, um período que trouxe profundas transformações políticas e sociais para o país.